# المقشع (عبس)

تعديل مصدري - تعديل

المقشع هي إحدى قرى عزلة الوسط بمديرية عبس التابعة لمحافظة حجة، بلغ تعداد سكانها 193 نسمة حسب تعداد اليمن لعام 2004.